# Parafia Matki Bożej Częstochowskiej w Domasznie
Parafia Matki Bożej Częstochowskiej w Domasznie – jedna z 11 parafii dekanatu drzewickiego diecezji radomskiej.

## Historia
Parafia została erygowana 1 września 1989 przez bp. Edwarda Materskiego z wydzielonych miejscowości parafii Drzewica. Kościół według projektu arch. Zygmunta Koczonia został zbudowany w latach 1988–1989 staraniem ks. Bogumiła Polinceusza i ks. Bogdana Nogaja. Kamień węgielny pod kościół pochodzi z Jasnej Góry, a wmurowany został – po poświęceniu przez Jana Pawła II – 2 października 1988 przez bp. Mariana Zimałka. Poświęcenia kościoła dokonał 26 sierpnia 1998 bp Stefan Siczek.
3 lutego 2025 zginął w wypadku samochodowym proboszcz ks. Jarosław Wypchło.

## Proboszczowie
- 1989–1992 – ks. Bogdan Nogaj
- 1992–1997 – ks. Eugeniusz Tyburcy
- 1997–2005 – ks. Eugeniusz Siedlecki
- 2005–2013 – ks. Edward Swat
- 2013–2022 – ks. Aleksander Mańka
- 2022–2025 – ks. Jarosław Wypchło[1]
- od 2025 – ks. Grzegorz Włodarczyk[3]

## Zasięg parafii
Parafia swoim zasięgiem obejmuje Domaszno. 